# Romances sans paroles (Verlaine)
Pour les articles homonymes, voir Romances sans paroles.
Romances sans paroles est un court recueil de poésie, écrit par Paul Verlaine, et publié en 1874. Le poète voulait dans ce recueil « Mieux exprimer le vrai vague et le manque de sens précis projeté ». Le titre est emprunté à un ensemble de pièces pour piano de Félix Mendelssohn.

## Genèse et histoire éditoriale
Verlaine compose le recueil au cours de ses voyages avec Arthur Rimbaud, sur une période d'à peu près un an. Verlaine envoie Romances sans paroles à son éditeur, Lepelletier, le 19 mai 1873. Verlaine est en prison au moment de l'impression du recueil (d'où la présence de nombreuses coquilles ; il en reçoit les premiers placards à Mons en novembre 1873 et les premiers exemplaires fin mars 1874. Un service de presse abondant est envoyé aux journalistes, mais malgré cela le recueil reste inaperçu. Romances sans paroles est réédité en 1887 chez Vanier, et, cette fois, se vend mieux (la réédition rapporte 125 francs à Verlaine).

## Structure
Ce recueil se divise en quatre parties :
- les Ariettes oubliées, qui compte neuf poèmes sans titres individuels dont le dernier est daté de « Mai, juin 1872 ».
- Paysages belges, qui se compose de cinq poèmes : « Walcourt », « Charleroi », « Bruxelles. Simples fresques », « Bruxelles. Chevaux de bois » et « Malines », datés de juillet et d'août 1872.
- Birds in the Night, composée d'un seul poème qui lui donne son titre, daté de septembre-octobre 1872.
- Aquarelles, qui comprend six poèmes : « Green », « Spleen », « Streets », « Child Wife », « A Poor Young Shepherd » et « Beams ».

## Analyse
Romances sans paroles consacre la rupture complète de Verlaine avec l'esthétique du Parnasse (rupture qui est également politique). Influencé par la poétique de Rimbaud avec qui il voyage et entretient une relation amoureuse au moment où il compose les poèmes du futur recueil, Verlaine l'est également par la musicalité des chansons comme les ariettes de Favart, que Rimbaud lui fait découvrir, et la poésie de Marceline Desbordes-Valmore, qu'il lit avec Rimbaud et qui fait usage comme Verlaine de vers impairs. Le recueil porte aussi l'empreinte de son intérêt pour la peinture en général et pour le courant impressionniste en particulier : il affirme dans ses lettres à l'éditeur Lepelletier sa volonté de « recueillir des impressions » et d'adopter une « poétique de plus en plus moderniste ».

## Éditions
- Paul Verlaine, Œuvres poétiques complètes, texte établi et annoté par Yves-Gérard Le Dantec[4], édition revue, complétée et présentée par Jacques Borel, Paris, Gallimard, « Bibliothèque de la Pléiade », 1962. Édition augmentée : 1989.
- Paul Verlaine, Œuvres poétiques, textes établis avec chronologie, introduction, notes, choix de variantes et bibliographie par Jacques Robichez, Classiques Garnier, 1969. Édition revue : Dunod, Classiques Garnier, 1995.
- Paul Verlaine, Fêtes galantes. Romances sans paroles, précédé de Poèmes saturniens, édition établie par Jacques Borel, Paris, Gallimard, « Poésie », 1973.

#### Poèmes internes
- Green (poème)